# Tate no Yūsha no Nariagari
Tate no Yūsha no Nariagari (盾の勇者の成り上がり; lit.  "A Ascensão do Herói do Escudo") é uma série japonesa de light novels escrita por Aneko Yusagi e ilustrada por Minami Seira. Originalmente publicada como uma web novel entre 2012 e 2013 na Shōsetsuka ni Narō, a série foi reescrita e expandida, tendo sido publicada fisicamente pela Media Factory desde 22 de agosto de 2013, e atualmente conta com 22 volumes publicados. O enredo segue Naofumi Iwatani, um jovem do mundo real atual que é invocado junto com mais três rapazes por magos de um reino em um mundo medieval de fantasia paralelo, que está sendo frequentemente atacado por levas de monstros. Cada um dos quatro rapazes recebem uma arma lendária, com Naofumi recebendo um poderoso escudo. A partir daí, os heróis ficaram encarregados de defenderem o reino das levas de monstros.
A série original recebeu três adaptações para mangá, e uma adaptação da série para um anime de 25 episódios, produzida pelo estúdio Kinema Citrus, foi exibida entre 9 de janeiro e 26 de junho de 2019. Durante a edição de 2019 da Crunchyroll Expo, realizada em setembro de 2019, foi anunciado que a adaptação para anime da série ganhará uma segunda e uma terceira temporada.
Uma web novel spin-off intitulada Yari no Yūsha no Yarinaoshi (槍の勇者のやり直し; lit.: "O Recomeço do Herói da Lança"), focada no herói da lança, Motoyasu Kitamura, foi publicada digitalmente na Shōsetsuka ni Narō entre abril de 2014 e setembro de 2017. Yari no Yūsha no Yarinaoshi também recebeu uma adaptação para mangá, ilustrada por Niito e publicada digitalmente através das plataformas ComicWalker e Nico Nico Seiga.

## Enredo
Naofumi Iwatani, um adolescente japonês, foi invocado por magos de um reino de um mundo paralelo junto com outros três rapazes para se tornarem heróis do mundo. Cada um dos heróis foram equipados com seu próprio equipamento lendário quando invocados. Enquanto os outros heróis receberam armas ofensivas, Naofumi recebeu o escudo lendário, a única arma defensiva. Naofumi também é incapaz de manejar qualquer arma ofensiva, como espadas e lanças.
Ao contrário dos outros heróis que são totalmente apoiados pelo reino e que ganham vários aliados fortes cada um, a situação de Naofumi piora depois que a sua única companheira, Mine, o trai e o deixa destituído de toda assistência e suprimentos após acusá-lo falsamente de ter a violentado sexualmente. Mais a frente no enredo, é revelado que Malty é uma princesa e usa o nome aventureira Mine, e filha do rei que governa o reino para o qual Naofumi foi invocado.
Desprezado por todos, desde o rei até os camponeses, Naofumi é forçado a treinar sozinho como um herói enquanto trabalha para sobreviver, até que ele compra de um comerciante de escravos uma menina menor com características humanas e de um tanuki chamada Raphtalia. A partir daí, Naofumi passa a treinar e cuidar de Raphtalia, para que ela seja capaz de manejar armas, servindo-o como sua espada em batalhas. Mais a frente Naofumi compra um ovo de Filolial que nasce Filo, que cuida para ser sua condução e com o tempo e pode tomar a forma de uma menininha com asas e também são acompanhados por Melty, filha do rei e rainha e irmã mais nova de Malty, que o reino conspirou para matar a menina.

## Personagens

### Personagens principais
Naofumi Iwatani (岩谷 尚文, Iwatani Naofumi)
Voz Original: Kaito Ishikawa.
Dublado por: Renan Alonso (Brasil);
Naofumi, um jovem rapaz de 20 anos, é o protagonista da série. Ele era um estudante universitário que foi invocado para um outro mundo depois de encontrar um livro sobre os quatro heróis numa biblioteca, mas não morreu. Ele estava feliz mas isso mudou quando ele foi acusado Injustamente de fazer Assédio sexual contra a Princesa do Reino de Melromarc Malty, após isso ele virou um jovem amargurado e frio mas isso foi mudando quando ele conheceu Raphtalia. Em seguida seus feitos passou a ser reconhecidos por Mirelia Q Melromarc, depois de descobrir de suas ações de Malty quando esta o retratou como vilão como também o rei Aultcray Melromarc XXXII esposo de Mirelia.
Raphtalia (アフタリア, Rafutaria)
Voz Original: Asami Seto.
Dublado por: Raíssa Bueno (Brasil);
Ela é uma Tanuki (cão-guaxinim), demi-humana e herói da katana. Vivia em uma aldeia na costa de Melromarc, Raphtalia foi deixada órfã depois da primeira onda de ataque. Pouco depois, ela e seus companheiros aldeões são capturados e vendidos como escravos pelos Cavaleiros Reais de Melromarc. Logo depois, comprada pela primeira vez por nobre, foi fisicamente e emocionalmente torturada. Perto da morte e sofrendo de ataques de pânico, ela é vendida de volta e mais tarde comprada por Naofumi, o herói do Escudo. Também tem a marca da maldição em seu corpo tendo Naofumi como contratante. Primeiramente ela tinha um corpo de uma criança menor, mas depois com o tempo cresce e passa a um corpo de uma mulher. Ela depois se proclama como a "Espada de Naofumi". Esta teve sua marca removida por causa de um esquema do rei e Malty, mas depois recolocou a marca da maldição de volta. Desde então Naofumi não usa sua autoridade para ativar a marca da maldição de Raphtália, passando a confiar nela. Raphtália por outro lado espera que Naofumi possa ser reconhecida como mulher, além de escrava ou uma filha, como Naofumi a via.
Filo  (フィーロ, Fīro)
Voz Original: por Rina Hidaka.
Dublado por: Amanda Tavares (Brasil);
A rainha dos Filolials, gulosa,Infantil e barulhenta, Filo foi comprada por Naofumi, o herói do escudo, quando ainda era um ovo, além também de levar a marca da maldição. Ela possui a habilidade única de se transformar em uma Bela jovem loira com asas sendo Chamada de Anjo, mantendo a força de sua verdadeira forma. Também diz ser a irmã de Raphtália.
Rishia Ivyred  (リーシア＝アイヴィレッド, Rishia Aivireddo)
Voz Original: por Natsuko Hara
Dublado por: Lhays Macêdo (Brasil);
Quando ela é sequestrada por um nobre indigno, ela é salva pelo Herói do Arco Itsuki, que a levou a entrar em seu grupo. Na luta das ondas, através de uma ordem da rainha, na luta entre Naofumi e Glass, ela usa sua telecinese jogando barris com bebidas afetando Glass. No mangá Motoyasu tenta consolar Rishia por ser abandonada por Itsuki e a deixa para entrar no grupo de Naofumi. Depois de Naofumi ouvir a história de Rishia, ele a deixa entrar no grupo. No anime ela é encontrada por Filo na água e também conta a sua história para Naofumi que o leva a deixar entrar em seu grupo. Durante a série ela é vista usando fantasia de pinguim ou como da Filo, uma forma de ficar confiante, esta perdeu sua confiança e depois de entrar no grupo de Naofumi além de criar um pacto de escravo com ele, esta não tinha confiança em si mesmo que levou a esconder o seu corpo. O grupo de Naofumi descobre que Kyo Ethnina estava controlando o espírito da tartaruga e este coloca o grupo de Naofumi com uma grande gravidade pressionando os outros no chão, mas esta consegue resistir e supera Ethnina além de perder a fantasia com a forma Filolial. Também liberta os 3 heróis da lança, espada e arco que estavam sendo usados por Ethnina.

### Outros heróis lendários
Motoyasu Kitamura (康 村 元 康, Kitamura Motoyasu)
Voz Original: Makoto Takahashi.
Dublado por: Vitor Paranhos (Brasil);
Motoyasu (21 anos) é o herói da lança, ele era um estudante universitário, mulherengo, geralmente uma boa pessoa, mas ingênuo ao ponto de demonstrar desconhecimento das ações manipuladoras de seus membros, em comum a Mine. Antes de ser invocado para o mundo, Kitamura foi esfaqueado até a morte após um mal-entendido por um amigo de infância e um colega de sala. Também, ele se apaixona por Filo, por se parecer com um personagem de videogame de seu mundo anterior, por causa de seu complexo de lolicon.
Ren Amaki (錬 木 錬, Amaki Ren)
Voz Original: Yoshitsugu Matsuoka.
Dublado por: Leandro Luna (Brasil);
Ren (16 anos) é o herói da espada, ele era um estudante do ensino médio, antes de ser invocado, Amaki foi morto tentando salvar um amigo de infância. Por ser sério e solitário ele sempre tenta apresentar uma aparência superior e intacta dos demais heróis. Mas também tenta ver o que é certo ou errado, além de descobrir do esquema do rei e da filha Mine que tentou profanar o nome do Herói do Escudo.
Itsuki Kawasumi (樹 澄 樹, Kawasumi Itsuki)
Voz Original: Yoshitaka Yamaya.
Dublado por: Yan Gesteira (Brasil);
Itsuki (17 anos) é o herói do arco, ele era um estudante do ensino médio, antes de ser invocado, Kawasumi foi morto depois que um enorme caminhão capotou em uma curva acentuada. Ele possui um complexo de superioridade e tem grande necessidade para chamar sua atenção, muitas vezes ele se gabando de suas façanhas para os outros heróis.
Kizuna Kazeyama (風山 絆, Kazeyama Kitzuna)
Voz Original: Miyu Tomita
Dublado por:
Kizuna (18 anos) é a heroína da caça, ela estava jogando um jogo de realidade virtual quando foi invocada, antes dos 4 heróis, para derrotar o Dragão Imperador, sua arma é uma vara de pescar. Seu caso foi como o de Naofumi, foi invocada sem precisar morrer. Ela possui uma deficiência física de não crescer fisicamente, que fez Naofumi a ver como uma loli, tipo do Motoyasu. Ela ajudou Naofumi e seu grupo ao perseguir Kyo Ethnina. O grupo de Naofumi volta ao nível 1 depois de adentrar um mundo desconhecido. Ela também era parte do grupo de Glass, L'Arc Berg e Therese Alexandrite.

### Reino de Melromarc
Mirelia Q Melromarc (ミレル - Q -メルロマルク, Mireria Meromaruku)
Voz Original: Kikuko Inoue.
Dublado por: Carla Martelli (Brasil);
Mierlia ou Mirelle detém o verdadeiro poder por trás da coroa de Melromarc e é geralmente justa em suas ações. Ela é conhecida por suas habilidades diplomáticas e de negociação. Depois de descobrir o esquema do rei e Malty, a primogênita por tentar incriminar Naofumi, ela depois conduz os dois para o julgamento para serem decapitados. No mangá o próprio Naofumi elege a execução dos dois, mas Mirelia acha que ao fazer isso seria bem leve a eles e no caso teria que cortar os membros do corpo. Ela depois sugere a Naofumi que desse outros nomes para que ficassem mal falados. Depois disso ela faz os dois se ajoelharem a Naofumi se envergonhando diante dele. No anime é Naofumi que os salva e dá nomes a eles para serem mal falados. Naofumi viu que a rainha se sentiu perturbada em relação aos dois mesmo que para isso limpasse o nome de Naofumi, mesmo também a ponto de tirar sua vida e entregar seu reino para Melty, segunda filha que possui uma outra mentalidade diferente da Malty e do rei. Após descobrir dos atos de Naofumi, o Herói do Escudo, ela passa a respeitá-lo e também dá o título de Lorde no País de Demi-Humanos, lugar onde Raphtália nasceu. No light novel Mirelia é morta por Takt Alsaholn Faubrey e pela própria filha Malty e esta implora a Naofumi para que procure seu esposo para parar Takt e Malty.
Aultcray Melromarc XXXII (オルトクレイ＝メルロマルク３２世, Orutokurei Meruromaruku 32)
Voz Original: Yutaka Nakano.
Dublado por: Tatá Guarnieri (Brasil);
Anteriormente conhecido como Lüge Lansarz Faubrey, Aultcray é o rei de Melromarc, se casou com Mirelia por razões diplomáticas, por ser o terceiro herdeiro legítimo do trono de Faubley, o país mais forte do mundo. Depois que seus pais são mortos pelo demi-humanos e perdendo seu direito ao trono como resultado, ele e sua irmã mais nova e cega mudaram seus nomes e foram para Melromarc. Pouco depois, ele se junta ao exército de Melromarc, futuramente é reconhecido como o herói da equipe. Seu ódio aos demi-humanos é intensificado depois que sua irmã é assassinada. Após a evocação dos 4 heróis ele junto da filha Malty tramam para que o nome do herói do escudo fosse incriminado fazendo as coisas ficarem difíceis para Naofumi. Através do julgamento da rainha Naofumi teve seu nome limpo, mas estes seriam decapitados, mas a rainha dá a Naofumi no mangá uma sugestão para que o rei tenha um dos braços cortados ou se humilhar perante a ele e assim fora feito junto de Malty e carrega nome de "Lixo", depois de ser rebaixado. No anime ele é salvo por Naofumi de ser decapitado e também dá o nome de lixo ao rei. No light novel Naofumi pede ao rei para que volte ao seu reino para parar Takt e a própria filha Malty, a pedido da rainha e para que estes deixassem suas diferenças de lado no dia quando ele foi evocado como o Herói de Escudo.
Malty S. Melromarc (マルティ- S -ルロマルク, Maruti S Meruromaruku)
Voz Original: Sarah Emi Bridcutt.
Dublado por: Lina Mendes (Brasil);
É a primeira ex-princesa de Melromarc e a primeira antagonista da série. Ela foi a primeira (e única) pessoa a se juntar ao grupo Naofumi, o herói do escudo, no começo. Também fazia parte da guilda dos aventureiros e seu nome de aventureira era Mine. Pouco tempo depois, ela roubou seu dinheiro e equipamentos, e então alegou que foi estuprada por Iwatani e também o entrega para Motoyasu, depois o monopolizando. Logo depois, ela se juntou ao grupo de Motoyasu, o herói da lança, agindo como se fosse a sub-líder, aproveitando de sua ingenuidade e manipulando-o para fazer seu trabalho sujo ou tornar a vida de Naofumi a mais miserável possível, além também de matar a sua irmã mais nova Melty para ser rainha de Melromarc na sucessão do rei. Ela depois é julgada pela rainha sua mãe pelos crimes que atribuiu a Naofumi e se dirigia junto do rei para serem decapitados. No mangá ela ridiculariza Naofumi mesmo que tivesse sua cabeça partida de seu pescoço o provocando, mas a rainha diz que este não deveria cair na lábia dela e dá a opção para ter ambos os dois braços cortados ou se humilhar perante a Naofumi, segunda opção feita. Ela depois declara que se vingaria de Naofumi. No anime ela suplica sua vida para Naofumi, Naofumi impede a decapitação do rei e Malty e dá o nome de "Cadela" tanto no anime quanto no mangá e o nome de aventureira para "Perdedora" tendo sua vida poupada junto ao rei. Ela tem sua marca da maldição, se ela retrucar seria afetada pela marca, aqueles que fizeram o contrato da marca foi a rainha e Motoyasu, Herói da Lança. Segundo a Light Novel do mangá Malty não aguenta os ferimentos da tortura e falece, mas é ressuscitada por Takt Alsaholn Faubrey, mas esta depois é amarrada no poste e tem seu corpo queimado, castigo atribuído a pessoas chamadas de bruxas.
Melty Q Meloromarc (メルテ - Q -メルロマルク, Meruti Q Meruromaruku)
Voz Original: Maaya Uchida.
Dublado por: Mayara Stefane (Brasil);
Melty é a segunda filha de Mirelle e é a herdeira do trono de Melromarc. Ela tem a aparência de uma criança e um design geral na cor azul, em seus olhos, cabelo e em sua roupa. Por causa dos hobbies de sua mãe, Melromarc desenvolveu um grande interesse em Filolials, assim ela conheceu a Filo e se tornaram amigas, andando com o grupo de Naofumi. Por causa de seu rancor com o rei e Malty, ele não podia aceitar que Melty andasse com ele. Através de um esquema do rei com a Malty, estes tentam incriminar o grupo do Herói do Escudo e também matar a Melty para que a Malty seja a sucessora do trono de Melromarc. Depois que Naofumi teve seu nome limpo, Melty permaneceu em Melromarc para cumprir suas obrigações como sucessora da rainha. Ela depois pôde se reencontrar com o grupo de Naofumi.

### Outros personagens
Papa Balamus (教皇, Kyōkō; lit. "Papa")
Voz Original: Takayuki Sugou.
Dublado por: Carlos Seidl (Brasil);
Sumo sacerdote da "Igreja dos Três Heróis", ele apresenta-se ser pacífico, equitativo e justo mas sua verdadeira personalidade é extremamente distorcida. Balamus está disposto a tomar qualquer medida para defender sua pregação, chegando ao ponto de assassinar os heróis lendários. Ele depois é morto pelo Herói do Escudo ao usar uma técnica que quase o matou.
Fitoria  (フィトリア)
Voz Original: Sakura Tange
Dublado por: Beta Cinalli (Brasil);
Rainha dos Filoliais. Com várias centenas de anos, Fitoria é a último membro sobrevivente do grupo da geração anterior dos Heróis Lendários. Antes de sua morte, os heróis lendários anteriores encarregaram-na de proteger o mundo das ondas em seu retorno. Agindo em segredo, Fitoria e seu exército lutam contra as ondas que afetam áreas deixadas desprotegidas pelos atuais Heróis Lendários. Ela aparece pela primeira vez antes da festa de Naofumi e oferece um refúgio seguro enquanto eles estão fugindo da Igreja dos Três Heróis. Ameaçando matá-lo e aos outros Heróis Lendários para continuar o ciclo de invocação, Fitoria ordena Naofumi para trabalhar com seus companheiros Heróis Lendários. Após a recusa de Naofumi, ela toma Melty como refém e desafia Filo para um duelo. Reconhecendo seu potencial, ela escolhe Filo como sucessora em potencial e para confiar em Naofumi, presenteando Filo com um pouco de seu poder. Figura severa, Fitoria passou a ter uma visão pessimista da humanidade. Imensamente poderosa e levando seus deveres a sério, ela está disposta a recorrer a qualquer medida para proteger o mundo, mesmo que isso signifique continuar o ciclo do Herói Lendário ou permitir que as Bestas Guardiãs se alastrem. Como Filo, ela pode assumir a aparência de uma jovem e é sugerido que ela também foi criada pelo Herói Escudo, como também nutrindo uma grande admiração por Naofumi.
Kyo Ethnina (キョウ＝エスニナ, Kyō Esunina)
Voz Original: Ryōhei Kimura
Dublado por: Lucas Almeida (Brasil);
O ex-herói do livro vassalo. Escolhido por seu país para empunhar o Livro dos Vassalos, Kyo se tornou um cientista viajante estudando as Ondas na esperança de exercer seu poder para si mesmo. Sua pesquisa o leva a viajar secretamente para o mundo de Naofumi e despertar prematuramente a Besta Guardiã conhecida como Tartaruga Espiritual. Assumindo o controle de seu corpo, Kyo usa o poder da Tartaruga Espiritual para absorver a energia das almas falecidas e a lidera em uma fúria assassina em vários reinos. Derrotando os grupos de Motoyasu, Ren e Itsuki, Kyo os aprisiona para roubar ainda mais poder de suas armas lendárias. Com a ajuda de Ost Horai, o grupo de Naofumi e Fitoria conseguem destruir a Tartaruga Espiritual, forçando-o a fugir de volta para seu mundo paralelo com a energia restante que ele coletou. Usando a energia coletada da Tartaruga Espiritual, Kyo amarra sua arma Vassal depois que ela tenta se rebelar. Continuando sua pesquisa, ele sequestra secretamente muitos aventureiros, incluindo o Vassal Mirror Hero, e conduz experimentos com humanos vivos. Criando um exército de familiares, cópias das Bestas Guardiãs de seu mundo e monstros homúnculos, ele tenta dominar seu mundo. Invadindo seu laboratório, o grupo de Naofumi consegue derrotá-lo com o Escudo da Ira e o Escudo da Tartaruga Espiritual. Sua alma sobrevive e tenta possuir uma cópia homúnculo de seu corpo, mas é devorada por um monstro Devorador de Almas próximo. O Livro Vassal e o Espelho, livres de seu controle, desaparecem para encontrar novos usuários.
Ost Horai (オスト＝ホウライ, Osuto Hōrai)
Voz Original: Kana Hanazawa
Dublado por: Marcella Almeida (Brasil);
Uma familiar de tipo humano da Tartaruga Espiritual, cujo propósito pretendido era pavimentar o caminho para o despertar da Tartaruga Espiritual manipulando nações e reunindo almas para a Tartaruga Espiritual, bem como fornecer dicas aos Heróis sobre como quebrar a Tartaruga Espiritual, sela se for necessário. Quando Kyo desbloqueou o poder da Tartaruga Spirt e começou a controlá-la para ir em fúria para reunir energia, Ost se aproximou de Naofumi para pedir sua ajuda para matá-la, mesmo sabendo que isso acabaria com sua vida também. Acompanhando o grupo do Herói do Escudo na Tartaruga Espiritual, Ost ajuda a navegar até o ponto fraco da Besta Guardiã, usando magia de gravidade e controle limitado sobre outros familiares para acelerar seu progresso. Dentro do núcleo da Tartaruga, o grupo luta contra Kyo, mas está quase sobrecarregado, com Ost guiando Naofumi na magia de suporte da classe Liberation e desbloqueando o escudo da Tartaruga Espiritual para ele para que ele pudesse destruir o núcleo. Enquanto ela estava morrendo, Ost confirmou a suspeita de Naofumi de que ela era de fato uma manifestação da própria Tartaruga Espiritual, e ficou contente em saber que enquanto seu trabalho significava que ela deveria morrer odiada e sozinha, ela fez verdadeiros amigos que chorariam por ela. Com Kyo tendo escapado para seu mundo natal com a energia tomada pela Tartaruga Espiritual, Ost usa sua autoridade como uma besta guardiã para permitir que Naofumi viaje entre os mundos para recuperá-la antes de desaparecer. Naofumi e seu grupo logo cumprem sua promessa a Ost derrotando Kyo e liberando a energia roubada de volta ao mundo. A alma de Ost permanece dentro do mundo dos espíritos da Arma Lendária, onde ela e Atla mais tarde apareceram para explicar a Naofumi a natureza daquele por trás das Ondas.

## Mídias

### Light novel

#### Tate no Yūsha no Nariagari
A série foi originalmente publicada como uma web novel no site Shōsetsuka ni Narō entre 29 de outubro de 2012 e 23 de agosto de 2013. A light novel começou a ser reescrita, expandida e publicada em formato físico no mesmo dia de encerramento da web novel. A série é atualmente publicada pela Media Factory e ilustrada por Seira Minami, contando com 24 volumes publicados.
| N.º | Data de lançamento      | ISBN              |
| --- | ----------------------- | ----------------- |
| 1   | 23 de agosto de 2013    | 978-4-04-066490-3 |
| 2   | 25 de outubro de 2013   | 978-4-04-066049-3 |
| 3   | 25 de dezembro de 2013  | 978-4-04-066166-7 |
| 4   | 25 de fevereiro de 2014 | 978-4-04-066321-0 |
| 5   | 25 de abril de 2014     | 978-4-04-066718-8 |
| 6   | 25 de junho de 2014     | 978-4-04-066790-4 |
| 7   | 25 de setembro de 2014  | 978-4-04-066996-0 |
| 8   | 25 de novembro de 2014  | 978-4-04-067180-2 |
| 9   | 23 de janeiro de 2015   | 978-4-04-067355-4 |
| 10  | 25 de março de 2015     | 978-4-04-067485-8 |
| 11  | 25 de junho de 2015     | 978-4-04-067698-2 |
| 12  | 25 de setembro de 2015  | 978-4-04-067787-3 |
| 13  | 25 de novembro de 2015  | 978-4-04-067965-5 |
| 14  | 25 de fevereiro de 2016 | 978-4-04-068121-4 |
| 15  | 23 de setembro de 2016  | 978-4-04-068638-7 |
| 16  | 25 de janeiro de 2017   | 978-4-04-069051-3 |
| 17  | 25 de março de 2017     | 978-4-04-069190-9 |
| 18  | 25 de julho de 2017     | 978-4-04-069354-5 |
| 19  | 25 de janeiro de 2018   | 978-4-04-069665-2 |
| 20  | 25 de dezembro de 2018  | 978-4-04-065134-7 |
| 21  | 25 de fevereiro de 2019 | 978-4-04-065546-8 |
| 22  | 25 de junho de 2019     | 978-4-04-065839-1 |

#### Yari no Yūsha no Yarinaoshi
Uma série spin-off intitulada Yari no Yūsha no Yarinaoshi (槍の勇者のやり直し) conta a história, de forma humorada, do Herói da Lança, Motoyasu Kitamura, que quando estava à beira da morte, adquire o poder de voltar no tempo e decide usá-lo para se tornar mais forte e começar uma "nova vida".
| N.º | Data de lançamento     | ISBN              |
| --- | ---------------------- | ----------------- |
| 1   | 25 de setembro de 2017 | 978-4-04-069502-0 |
| 2   | 25 de novembro de 2017 | 978-4-04-069588-4 |
| 3   | 25 de julho de 2018    | 978-4-04-069805-2 |
| 4   | 25 de setembro de 2023 | 978-4-04-682894-1 |
| 5   | 25 de dezembro de 2024 | 978-4-04-684335-7 |

### Mangá

#### Tate no Yūsha no Nariagari
Uma adaptação para mangá da série principal, ilustrada por Aiya Kyū, começou a ser serializada a partir de 5 de fevereiro de 2014 na revista mensal Monthly Comic Flapper, publicada pela Media Factory. O primeiro volume tankōbon da série foi publicado em 23 de junho de 2014.
| N.º | Data de lançamento      | ISBN              |
| --- | ----------------------- | ----------------- |
| 1   | 23 de junho de 2014     | 978-4-04-066593-1 |
| 2   | 23 de outubro de 2014   | 978-4-04-066883-3 |
| 3   | 23 de março de 2015     | 978-4-04-066883-3 |
| 4   | 19 de setembro de 2015  | 978-4-04-067809-2 |
| 5   | 23 de janeiro de 2016   | 978-4-04-067879-5 |
| 6   | 23 de junho de 2016     | 978-4-04-068280-8 |
| 7   | 21 de novembro de 2016  | 978-4-04-068580-9 |
| 8   | 22 de abril de 2017     | 978-4-04-069154-1 |
| 9   | 23 de setembro de 2017  | 978-4-04-069414-6 |
| 10  | 23 de fevereiro de 2018 | 978-4-04-069693-5 |
| 11  | 23 de julho de 2018     | 978-4-04-069973-8 |
| 12  | 21 de dezembro de 2018  | 978-4-04-065347-1 |
| 13  | 23 de abril de 2019     | 978-4-04-065641-0 |
| 14  | 21 de setembro de 2019  | 978-4-04-065825-4 |
| 15  | 22 de fevereiro de 2020 | 978-4-04-064337-3 |
| 16  | 20 de julho de 2020     | 978-4-04-064759-3 |
| 17  | 21 de novembro de 2020  | 978-4-04-065973-2 |
| 18  | 23 de março de 2021     | 978-4-04-680287-3 |
| 19  | 22 de setembro de 2021  | 978-4-04-680728-1 |
| 20  | 22 de fevereiro de 2022 | 978-4-04-681047-2 |
| 21  | 22 de junho de 2022     | 978-4-04-681452-4 |
| 22  | 22 de dezembro de 2022  | 978-4-04-681984-0 |
| 23  | 22 de junho de 2023     | 978-4-04-682516-2 |
| 24  | 22 de novembro de 2023  | 978-4-04-683042-5 |
| 25  | 23 de abril de 2024     | 978-4-04-683504-8 |
| 26  | 22 de outubro de 2024   | 978-4-04-684073-8 |
| 27  | 21 de fevereiro de 2025 | 978-4-04-684489-7 |
| 28  | 23 de julho de 2025     | 978-4-04-684916-8 |

#### Yari no Yūsha no Yarinaoshi
Yari no Yūsha no Yarinaoshi também recebeu uma adaptação para mangá, ilustrada por Niito e publicada digitalmente através da ComicWalker e do Nico Nico Seiga.
| N.º | Data de lançamento      | ISBN              |
| --- | ----------------------- | ----------------- |
| 1   | 22 de dezembro de 2017  | 978-4-04-069525-9 |
| 2   | 22 de março de 2018     | 978-4-04-069781-9 |
| 3   | 21 de dezembro de 2018  | 978-4-04-065341-9 |
| 4   | 22 de março de 2019     | 978-4-04-065603-8 |
| 5   | 23 de agosto de 2019    | 978-4-04-065848-3 |
| 6   | 22 de fevereiro de 2020 | 978-4-04-064355-7 |
| 7   | 21 de novembro de 2020  | 978-4-04-065961-9 |
| 8   | 21 de setembro de 2021  | 978-4-04-680478-5 |
| 9   | 21 de fevereiro de 2022 | 978-4-04-680872-1 |
| 10  | 20 de agosto de 2022    | 978-4-04-681525-5 |
| 11  | 23 de março de 2023     | 978-4-04-682255-0 |

#### Tate no Yūsha no Toaru Ichinichi
Uma segunda adaptação spin-off, para um mangá yonkoma, intitulada Tate no Yūsha no Toaru Ichinichi (盾の勇者のとある一日, lit. "Um Dia com o Herói do Escudo") e ilustrada por Akagashi, começou a ser serializada na revista Dengeki Daioh G, da ASCII Media Works, a partir de 27 de setembro de 2018. O primeiro volume tankōbon foi publicado em 27 de março de 2019, estando disponível também digitalmente através das plataformas ComicWalker e Nico Nico Seiga.
| N.º | Data de lançamento     | ISBN              |
| --- | ---------------------- | ----------------- |
| 1   | 27 de março de 2019    | 978-4-04-912431-6 |
| 2   | 26 de dezembro de 2019 | 978-4-04-912922-9 |
| 3   | 26 de agosto de 2020   | 978-4-04-913351-6 |

#### Tate no Yūsha no Oshinagaki
Uma terceira adaptação spin-off para mangá, intitulada Tate no Yūsha no Oshinagaki (盾の勇者のおしながき, lit. "O Cardápio do Herói do Escudo") e ilustrada por Akano Amamichi, é serializada mensalmente na plataforma gratuita e digital ComicWalker desde 21 de agosto de 2019. A série foca em Naofumi, Raphtalia e Filo preparando pratos culinários.

### Anime
Em junho de 2017 foi anunciado a primeira temporada animada da série, produzida pelo estúdio Kinema Citrus. O anime é dirigido por Takao Abo, escrito por Keigo Koyanagi, o desenho dos personagens por Masahiro Suwa e com Kevin Penkin na composição musical. O anime estreou em 9 de janeiro de 2019 no canal AT-X, tendo confirmado seus 25 episódios. A música-tema de abertura chama-se "RISE" cantada pela banda MADKID e a música-tema de encerramento se chama "Seu Nome" (きみの名前, Kimi no Namae) da cantora Chiai Fujikawa, a segunda metade do anime (episódio 13) a musica-tema de abertura é "FAITH" da banda MADKID e o encerramento "Enquanto eu estou ao seu lado" (あたし が となり に いる うちに, Atashi ga Tonari ni Iru uchini) também da Chiai Fujikawa.
No Brasil e Portugal, o anime está disponível, legendado e dublado, na Crunchyroll.
A segunda temporada de Tate no Yuusha estreou em abril de 2022. A terceira temporada de Tate no Yuusha está marcada para outubro de 2023.

## Recepção
Até janeiro de 2019, a série de light novel contava com mais de 3,3 milhões de volumes impressos, e a série de mangá possuía mais de 1 milhão de volumes impressos. Após a estréia da adaptação para anime, a light novel e o mangá da série juntos já contavam, em abril de 2019, mais de 6,2 milhões de volumes impressos.